# Нечитовский, Георгий Георгиевич
Георгий Георгиевич Нечитовский (род. 9 мая 1943) — советский партийный и государственный деятель, 2-й секретарь Киевского городского комитета КПУ.

## Биография
Окончил Киевский техникум радиоэлектроники. Трудовую деятельность начал в 1960 году плотником в строительном управлении.
После окончания Ленинградского института водного хозяйства работал наладчиком, заместителем начальника цеха, заместителем генерального директора Киевского научно-производственного объединения «Маяк».
Член КПСС с 1972 года.
В 1978—1980 годах — секретарь комитета КПУ Киевского научно-производственного объединения «Маяк».
В 1980—1981 годах — инструктор ЦК КП Украины. Окончил Академию общественных наук при ЦК КПСС в Москве.
В 1981 — январе 1987 — 1-й секретарь Минского районного комитета КПУ города Киева.
24 января 1987 — январь 1990 — 1-й секретарь Шевченковского районного комитета КПУ города Киева.
18 января 1990 — август 1991 — 2-й секретарь Киевского городского комитета КПУ .
Затем занимался частной коммерческой деятельностью, был директором общества с ограниченной ответственностью «Корвет» в Киеве. Пенсионер, проживает в Киеве.

## Награды
- ордена Трудового Красного Знамени и Дружбы народов
- медали